# Assemblea Nacional Consultiva
L'Assemblea Nacional Consultiva substituí a Espanya al Parlament encara que sense assumir el poder legislatiu durant la Dictadura de Primo de Rivera, en el regnat d'Alfons XIII. Les sessions s'inicien el 10 d'octubre de 1927, concloent el 15 de febrer de 1930. Continuant la tradició parlamentària espanyola estableixen la seva seu al Palau de les Corts d'Espanya.

## Història
Aquest projecte, unit a la fallida Constitució de 1929, seran els últims intents de la dictadura per mantenir-se en el poder. Al setembre de 1926, amb motiu del tercer aniversari d'aquella Dictadura, que havia de durar noranta dies, es recullen milers de signatures per propiciar la convocatòria de l'Assemblea Consultiva única.
Malgrat l'oposició d'alguns juristes, l'Assemblea es crea per Decret de 12 de setembre de 1927 i s'inaugura l'11 d'octubre sota la presidència de José María Yanguas y Messía.
Yanguas busca la col·laboració del Partit Socialista Obrer Espanyol, que després d'àrdua discussió, es nega a participar en els treballs d'aquesta Assemblea, encara que Largo Caballero va arribar a formar-ne part.

## Membres
El seu sistema d'elecció unificà el corporativisme amb el nomenament vitalici, molt similar al que adoptarà el franquisme anys després.
- Representants d'Activitats de la Vida Nacional
- Representant de l'Associació Pro-Societat de Nacions
- Representants dels Ajuntaments
- Representants dels Col·legis Doctorals
- Representant de Col·legis d'Advocats
- Representants per dret propi (designats pel dictador)
- Representants de les Diputacions provincials
- Representants de l'Estat
- Representants de les Organitzacions provincials d'Unió Patriòtica
- Representants de Reals Acadèmies
- Representant de Confederació de Sindicats d'Obrers Catòlics
- Representant de Confederació de Sindicats d'Obrers Lliures
- Representants de les Universitats

## Sessions
Va ser anunciada pel Dictador el 5 de setembre de 1926 i el seu funcionament va ser de forma extra constitucional, però sense derogar la Constitució espanyola de 1876, que va seguir suspesa fins al final del període.
| «                                                                                           | [...]SENYOR: Assistim al moment inicial d'una interessant etapa en l'evolució política feliçment iniciada el 13 de setembre de 1923 [...] [...]No és, ni mai es va pensar que aquesta Assemblea fora, un substitutiu dels òrgans parlamentaris. La Constitució de la Monarquia està -repetides vegades els ha declarat el Sr. Marquès d'Estella- suspesa en alguns dels seus preceptes, però no derogada. La missió d'aquesta Assemblea, diferent de la d'un Parlament, però de la més alta conveniència nacional, en els moments actuals ha de ser, com en el Reial decret es defineix de doble naturalesa: fiscalitzadora i consultiva en la labor del Govern, i preparatòria dels projectes fonamentals que hauran de ser en el seu moment objecte d'examen i resolució d'un òrgan legislatiu que tingui per arrel el sufragi, envoltat de les màximes garanties d'independència i puresa...» | » |
| — Discurs del President de l'Assemblea en la seva sessió inaugural el 10 d'octubre de 1927. | |   |